# Równanie różniczkowe Laplace’a

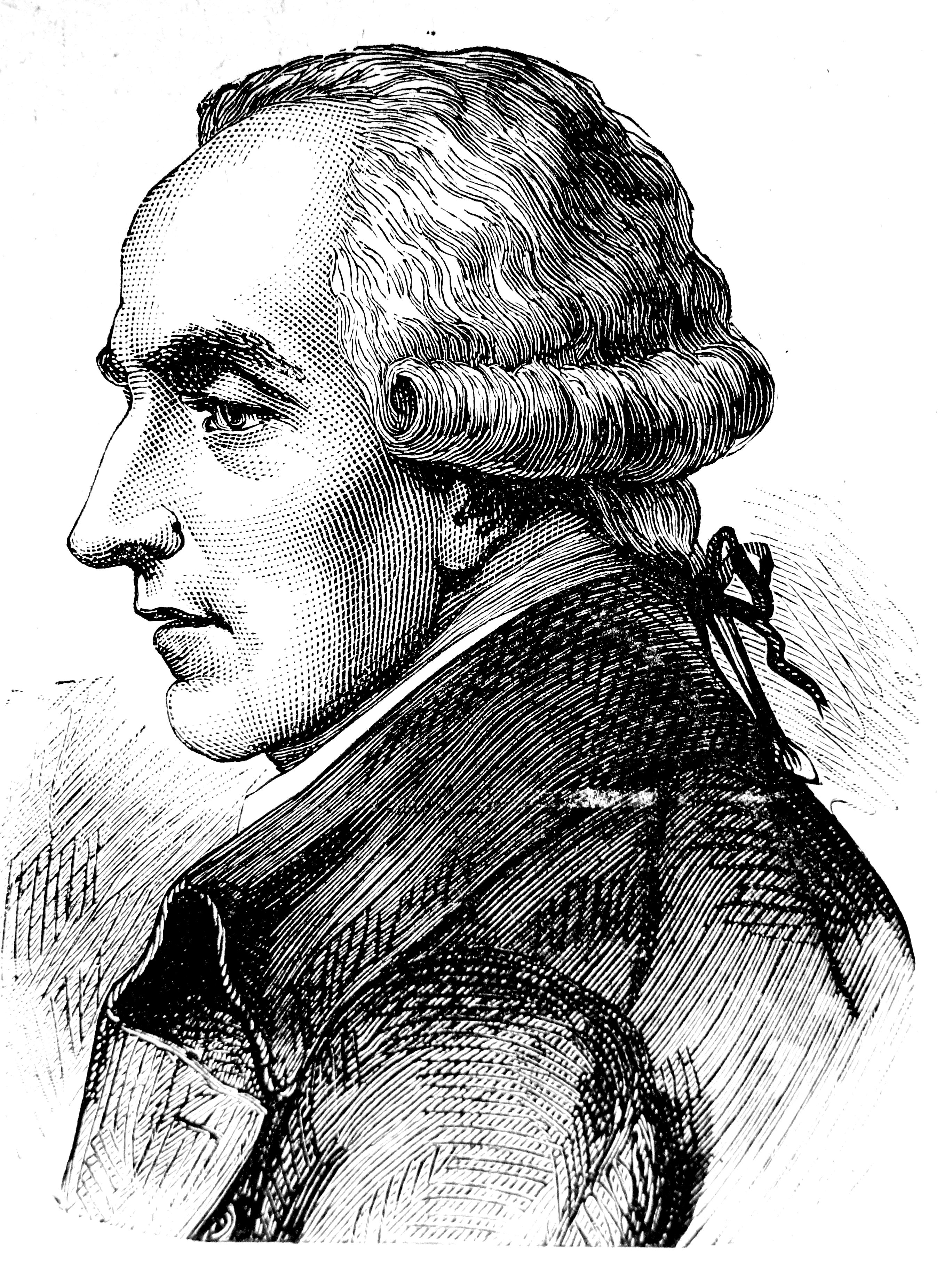
Pierre Simon de Laplace, twórca równania

Równanie różniczkowe Laplace’a – równanie różniczkowe cząstkowe liniowe drugiego rzędu postaci:
{\displaystyle \Delta u(x)=0,}
gdzie funkcja {\displaystyle u:{\mathcal {U}}\subseteq \mathbb {R} ^{n}\to \mathbb {R} } jest klasy {\displaystyle C^{2}({\mathcal {U}}).}
Znak {\displaystyle \Delta } oznacza operator Laplace’a. Dla {\displaystyle n=3,} w kartezjańskim układzie współrzędnych, równanie ma więc postać:
{\displaystyle {\frac {\partial ^{2}}{\partial x^{2}}}u(x,y,z)+{\frac {\partial ^{2}}{\partial y^{2}}}u(x,y,z)+{\frac {\partial ^{2}}{\partial z^{2}}}u(x,y,z)=0.}
Alternatywne zapisy równania to:
{\displaystyle \operatorname {div} \,\operatorname {grad} \,u=0,}
czyli laplasjan jako dywergencja gradientu, a także:
{\displaystyle \nabla ^{2}u=0,} gdzie {\displaystyle \nabla } to operator nabla.
Nazwa równania pochodzi od nazwiska Pierre’a Simona de Laplace’a, który sformułował je w XVIII wieku.

## Interpretacja fizyczna
Równanie to wyraża następującą własność pola potencjalnego: dywergencja (rozbieżność) wektorowego pola potencjalnego (czyli gradientu potencjału), pod nieobecność źródła jest równa zeru. Opisuje ono zatem wiele procesów zachodzących w przyrodzie, np. potencjał grawitacyjny poza punktami źródeł pola (czyli bez punktów materialnych), potencjał prędkości cieczy przy braku źródeł.
Równanie Laplace’a jest szczególnym przypadkiem równania Poissona, wyrażającego analogiczny związek w przypadku istnienia źródeł pola.
Równanie Laplace’a występuje m.in.:
- w elektrostatyce – potencjał elektrostatyczny V pod nieobecność ładunku elektrycznego spełnia równanie Laplace’a,
- w termodynamice – opisuje przepływ statyczny ciepła,
- w mechanice płynów – opisuje przepływ bezwirowy cieczy,
- w elektrodynamice – opisuje przepływ prądu w ośrodkach rozciągłych,
- w mechanice – opisuje odkształcenia membran sprężystych.

## Interpretacja matematyczna
Równanie Laplace’a jest równaniem eliptycznym. Funkcję spełniającą równanie różniczkowe Laplace’a nazywamy funkcją harmoniczną.

## Rozwiązania

### Wzór Poissona dla półprzestrzeni
Dla dowolnej funkcji ciągłej ograniczonej {\displaystyle g\colon \mathbb {R} ^{n-1}\to \mathbb {R} } rozwiązaniem równania Laplace’a w półprzestrzeni {\displaystyle \mathbb {R} _{+}^{n}=\{x=(x_{1},\dots ,x_{n}):x_{n}>0\}} spełniającym na brzegu {\displaystyle \partial \mathbb {R} _{+}^{n}=\{x=(x_{1},\dots ,x_{n}):x_{n}=0\}} dla {\displaystyle y\in \mathbb {R} ^{n-1}} warunek {\displaystyle u(y,0)=g(y)} jest:
{\displaystyle u(x)={\frac {2x_{n}}{n\alpha (n)}}\int _{\partial \mathbb {R} _{+}^{n}}{\frac {g(y)}{|x-(y,0)|^{n}}}dy,}
gdzie {\displaystyle \alpha (n)} jest objętością n-wymiarowej kuli jednostkowej.

### Wzór Poissona dla kuli
Dla dowolnej funkcji ciągłej ograniczonej {\displaystyle g:\mathbb {S} ^{n-1}(0,r)\to \mathbb {R} } rozwiązaniem równania Laplace’a w (hiper-)kuli {\displaystyle K^{n}(0,r)} spełniającym na (hiper-)sferze {\displaystyle \partial K^{n}(0,r)=S^{n-1}(0,r)} warunek {\displaystyle u(y)=g(y)} jest:
{\displaystyle u(x)={\frac {r^{2}-|x|^{2}}{n\alpha (n)r}}\int _{S^{n-1}(0,r)}{\frac {g(y)}{|x-y|^{n}}}dS(y),}
gdzie {\displaystyle \alpha (n)} jest objętością n-wymiarowej kuli jednostkowej.

## Literatura dodatkowa
- Lawrence C. Evans: Równania różniczkowe cząstkowe. Warszawa: Wydawnictwo Naukowe PWN, 2002.